# エーリヒ・トップ
エーリヒ・トップ（Erich Topp、1914年7月2日―2005年12月26日）は、ドイツの軍人。第二次世界大戦で潜水艦Uボートの艦長をつとめた。連合国の船舶35隻、197,460トンを沈めた。 これはUボート艦長の中でオットー・クレッチマー、ヴォルフガング・リュートに次ぐ戦績である。

## 略歴
ハノーファー出身。1934年にナチス・ドイツ海軍（Kriegsmarine）に入隊。1937年からUボート艦隊の配属となり、U46で勤務した。1940年5月5日から9月15日にかけてU57の艦長となる。 彼の指揮下でU57は二度出航し、6隻を沈めている。1940年12月から1942年9月8日にかけてはVIIC型UボートU552の艦長となった。主に北大西洋で戦った。トップ指揮下のU552は10回出撃して30隻を沈めた。1941年10月31日にはアメリカ合衆国海軍の駆逐艦ルーベン・ジェームズを沈めた。1942年10月にはゴーテンハーフェンで第27潜水艦艦隊司令官に就任した。XXI型Uボートの配備を進めた。1945年1月に従軍牧師の娘と結婚。大戦末期に短期間だがU2513の艦長に就任している。
終戦とともに捕虜となりノルウェーの収容所に拘留されたが、8月に釈放された。1946年からハノーファー工科大学で建築学を学び、戦後しばらく漁師や建築家をして生計を立てていたが、1958年にはドイツ連邦海軍（Bundesmarine）に復帰した。北大西洋条約機構軍事委員会参謀長やドイツ海軍各部隊の参謀長、海軍総監代行を歴任し、少将（Konteradmiral）まで昇進している。ドイツ海軍再建やアメリカ合衆国との連絡事務などの功績を賞され、ドイツ連邦共和国功労勲章大十字章を受章し、1969年末を以て退役した。退役後は海軍関係の工業会社で顧問をした。2005年にズューセン（en:Süßen）で死去。91歳だった。

## 階級

### ナチス・ドイツ海軍
- 1935年7月1日、士官候補生（Fähnrich zur See）
- 1937年4月1日、海軍少尉（Leutnant zur See）
- 1939年4月1日、海軍中尉（Oberleutnant zur See）
- 1941年9月1日、海軍大尉（Kapitänleutnant）
- 1942年8月17日、海軍少佐（Korvettenkapitän）
- 1944年2月1日、海軍中佐（Fregattenkapitän）

### ドイツ連邦海軍
- 1959年11月1日、 海軍大佐（Kapitän zur See）
- 1965年11月15日、海軍准将（Flottillenadmiral）
- 1966年12月21日、海軍少将（Konteradmiral）

## 叙勲

### ナチス・ドイツ
- 1939年11月7日、Uボート戦闘章（1939年版）（U-Boot-Kriegsabzeichen(1939)）
  - 1942年4月11日、ダイヤモンド付Uボート戦争バッジ（U-Boot-Kriegsabzeichen (1939) mit Brillanten）
- 1940年1月1日、二級鉄十字章（1939年版）（Eisernes Kreuz(1939) II. Klasse）
- 1940年9月1日、一級鉄十字章（1939年版）（Eisernes Kreuz (1939) I. Klasse）
- 柏葉・剣付騎士鉄十字章（Ritterkreuz des Eisernen Kreuzes mit Eichenlaub und Schwertern）
  - 1941年6月20日、騎士鉄十字章（Ritterkreuz）
  - 1942年4月11日、柏葉章（Eichenlaub）
  - 1942年8月17日、剣章（Schwerter）
- 1944年1月30日、二級剣付戦功十字章（1939年版）（Kriegsverdienstkreuz(1939) II. Klasse mit Schwertern）
- 1944年12月1日、一級剣付戦功十字章（1939年版）（Kriegsverdienstkreuz (1939) I. Klasse mit Schwertern）

### ドイツ連邦共和国
- 1969年9月19日、ドイツ連邦共和国功労勲章（Großes Verdienstkreuz des Verdienstordens der Bundesrepublik Deutschland）